# Bateria de la Bagdad

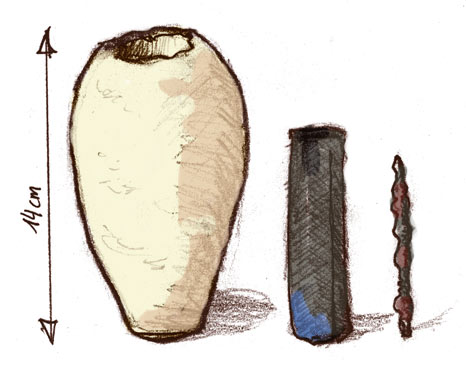
O baterie de la Bagdad

Bateria de la Bagdad, denumită uneori bateria parților, este numele comun pentru un număr de obiecte OOPArt din Mesopotamia, posibil din timpul perioadei parților sau a sasanizilor (primele secole d. Hr.), și descoperite, probabil, în 1936 în satul Khuyut Rabbou de lângă Bagdad, Irak. Aceste artefacte au intrat în atenția mai largă în 1938, când Wilhelm König, directorul german al Muzeului Național din Irak, a găsit obiectele în colecțiile muzeului. În 1940, König a publicat o lucrare în care face speculații cum că acestea ar fi fost celule galvanice, folosite pentru galvanizarea aurului pe obiecte de argint. Această interpretare continuă să fie considerată cel puțin ca o posibilitate ipotetică. Dacă ar fi corectă, aceste artefacte ar fi anterioare invenției lui Alessandro Volta din 1800 a celulei electrochimice cu mai mult de un mileniu.

## Descriere și datare

Structura bateriei

Artefactele sunt formate din vase de teracotă de aproximativ 130-155 milimetri înălțime și o grosime de 70-80 milimetri (cu o gură de 1,5 inch) care conțin un cilindru din cupru realizat dintr-o foaie de cupru laminată în care se află o singură tijă de fier foarte subțire. În partea superioară, tija de fier este izolată de discul de cupru prin prize de bitum. Tija de fier trece prin centrul cilindrului de cupru fără să îl atingă.
Artifactele constau dintr-o oală de teracotă de aproximativ 130 mm (5 in) înălțime (cu o gură de unu și jumătate de inchi) conținând un cilindru format dintr-o foaie de cupru laminată , care adăpostește o singură tijă de fier . În partea de sus, tijă de fier este izolată de cupru de bitum , cu dopuri sau dopuri, și atât tijă cât și cilindru se potrivesc perfect în deschiderea borcanului. Cilindrul de cupru nu este etanș, așa că, dacă borcanul ar fi umplut cu un lichid, acest lucru ar înconjura și tija de fier. Artefactul a fost expus la intemperii și a suferit coroziune.
König a crezut că obiectele ar putea data din perioada parților (între 250 î.Hr. și 224 d.Hr.). Cu toate acestea, potrivit lui St John Simpson de la Muzeul Britanic, excavarea și contextul original nu au fost bine înregistrate (vezi și stratigrafia), astfel încât dovezile pentru această gamă de date sunt foarte slabe. În plus, stilul ceramicii (vezi și tipologia) este sasanid (224-640).

## Teorii privind funcționarea
Originea și scopul acesteia rămân neclare.  Wilhelm König a fost asistent la Muzeul Național al Irakului în anii 1930. El a observat o serie de obiecte argintii foarte fine din Irakul antic, sunt placate cu straturi de aur foarte subțiri și a speculat că acestea sunt electroplate . În 1938, el a scris o lucrare oferind ipoteza că ar fi putut să formeze o celulă galvanică , folosită poate pentru electroplarea aurului pe obiecte de argint .  Această interpretare a fost respinsă de sceptici. 
Coroziunea metalului și testele indică faptul că în borcan a fost prezent un agent acid precum vinul sau oțetul .  Acest lucru a condus la speculația că lichidul a fost folosit ca un acid electrolit soluție pentru a genera un curent electric din diferența dintre potențialele de electrod de cupru și fier electrozi .

### Sprijinirea experimentelor
După cel de- al doilea război mondial , Willard Gray a demonstrat producția curentă printr-o reconstrucție a designului bateriei inferioare atunci când a fost umplut cu suc de struguri . W. Jansen a experimentat cu benzoquinona (unele specii de gândaci produc chinona ) și oțet într-o celulă și au obținut performanțe satisfăcătoare.
În 1978, Arne Eggebrecht a reprodus placarea electrolitică a aurului pe o mică statuie. Nu există înregistrări (directe) scrise sau fotografice ale acestui experiment.  Singurele înregistrări sunt segmente ale unei emisiuni de televiziune.

## Controverse privind utilizarea

### Lipsa conexiunilor electrice
Deși tija de fier s-a proiectat în afara dopului de asfalt, tubul de cupru nu a reușit, ceea ce face imposibilă conectarea unui fir la acesta pentru a completa un circuit. 

### Ipoteza de electroplacare
König însuși pare să fi greșit cu privire la natura obiectelor pe care el credea că sunt electroplate. Se pare că erau aurite de foc (cu mercur ). Paul Craddock de la Muzeul Britanic a spus că "Exemplele pe care le vedem din această regiune și epocă sunt placarea aurică convențională și aurirea mercurului. Niciodată nu au existat dovezi irefutabile care să susțină teoria galvanizării". 
David A. Scott, om de știință principal la Getty Conservation Institute și șeful laboratorului său de cercetare muzeală, scrie: „Există o tendință naturală pentru scriitorii care se ocupă de tehnologia chimică de a prevedea aceste obiecte străvechi unice în urmă cu două mii de ani ca accesorii pentru placare (Foley) 1977), dar acest lucru este clar de neatins, pentru că nu există absolut nicio dovadă pentru placare în această regiune la momentul respectiv ... " 
Paul T. Keyser, de la Universitatea din Alberta, a menționat că Eggebrecht a folosit un electrolit mai eficient și modern și că folosind doar oțet sau alte electrolite disponibile la momentul asumat, bateria ar fi foarte slabă, iar din aceleași și alte motive concluzionează că chiar dacă aceasta ar fi, de fapt, o baterie, aceasta nu ar fi putut fi folosită pentru placare. Cu toate acestea, Keyser a susținut încă teoria bateriei, dar a crezut că a fost folosită pentru un fel de electroterapie ușoară, cum ar fi ameliorarea durerii, posibil prin electroacupunctură . 

### Bitumul ca izolator
O etanșare bitum, fiind termoplastică , ar fi extrem de incomodă pentru o celulă galvanică, ceea ce ar necesita o acoperire frecventă a electrolitului (dacă ar fi destinate unei utilizări extinse). 

### Ipoteză alternativă
Artefactele seamănă puternic cu un alt tip de obiect cu un scop cunoscut - vase de depozitare pentru suluri sacre din Seleucia din apropiere, pe Tigris .  De vreme ce aceste vase au fost expuse la elemente, este posibil ca orice papirus sau pergament din interior să fi fost complet stricat, lăsând poate o urmă de reziduuri organice ușor acide .  Deși vasele Seleucia nu au cel mai îndepărtat borcan de lut, ele sunt altfel aproape identice. 
Obiectul a fost jefuit împreună cu mii de alte artefacte de la Muzeul Național în timpul invaziei din Irak din 2003 . 
În martie 2012, profesorul Elizabeth Stone de la Universitatea Stony Brook , expertă în arheologia irakiană, care se întorcea de la prima expediție arheologică din Irak după 20 de ani, a declarat că nu cunoaște un singur arheolog care credea că acestea sunt baterii.